# NGC 5662
NGC 5662 је расејано звездано јато у сазвежђу Кентаур које се налази на NGC листи објеката дубоког неба.
Деклинација објекта је - 56° 39' 46" а ректасцензија 14h 35m 30,8s. Привидна величина (магнитуда) објекта NGC 5662 износи 5,5. NGC 5662 је још познат и под ознакама OCL 928, ESO 175-SC10.